# Jewel Tower
Jewel Tower – XIV-wieczna wieża stanowiąca fragment kompleksu Pałacu Westminsterskiego, położona w centrum Londynu, na lewym brzegu Tamizy. Została wzniesiona w latach 1365–1366. Początkowo służyła jako magazyn dla królewskich kosztowności oraz okazjonalnie jako więzienie. Od XVI wieku była siedzibą urzędów związanych z funkcjonowaniem Izby Lordów oraz Izby Gmin. Jako jeden z niewielu elementów przetrwała pożar Pałacu Westminsterskiego w 1834 roku. Została częściowo zniszczona podczas II wojny światowej. Od 1948 roku mieści się w niej muzeum. Obecnie jest zarządzana przez organizację English Heritage. Jest wpisana na listę zabytków I klasy.

## Historia
Wieża jest jedną z pozostałości po średniowiecznym Pałacu Westminsterskim, od XI do XVI wieku służącym jako siedziba angielskich władców, zniszczonym podczas pożaru z 1834 roku. Została zbudowana w latach 1365–1366, w najdalej na południe wysuniętej części pałacu. Od wschodu przylegały do niej królewskie ogrody, zaś od południa i zachodu chroniła ją fosa. Głównymi architektami wieży byli Henry Yevele oraz Hugh Herland. Teren pod jej budowę pozyskano poprzez zagrabienie części ziem należących do Opactwa Westminsterskiego, co wywołało zaniepokojenie mnichów. Ponadto, zbudowanie tego obiektu uniemożliwiło im korzystanie z drogi, którą dotychczas przedostawali się do młynu wodnego (własności opactwa), oraz którą przechodziły świąteczne procesje. O konflikcie, jaki narodził się w ten sposób między opactwem a Williamem Usshbornem, zarządcą pałacu królewskiego, wzmiankuje powstała w XV wieku Czarna Księga.
Podstawowym celem budowy i utrzymywania wieży było przechowywanie cennych przedmiotów należących do rodziny królewskiej. Parter był wykorzystywany w celach administracyjnych, zaś na piętrze pierwszym i drugim umieszczono kosztowności. Najcenniejsze przedmioty były prawdopodobnie magazynowane na drugim piętrze, chronionym podwójnymi, żelaznymi drzwiami. W 1450 roku jedno z pomieszczeń znajdujących się w wieży stało się więzieniem dla oskarżonego o zdradę Williama de la Pole, hrabiego Suffolk, przewiezionego w to miejsce z londyńskiej Tower.
W 1512 roku część Pałacu Westminsterskiego spłonęła w pożarze, zaś siedemnaście lat później Henryk VIII Tudor przeniósł swoją siedzibę do pałacu Whitehall. Jewel Tower zaczęła z tego powodu tracić na znaczeniu. Według spisu z 1547 roku przechowywano w niej ubrania, meble, pościel, stoły do gry, czy wreszcie lalki używane przez córki Henryka VIII, Marię i Elżbietę.
W 1600 roku wieża została przekazana w ręce urzędnika zajmującego się rejestrowaniem posiedzeń Izby Lordów (Clerk of the Parliaments). Przy jej wschodniej ścianie wzniesiono wówczas drewniany budynek służący jako mieszkanie dla klerka. Parter wieży przekształcono w kuchnię, zaś na pierwszym piętrze zorganizowano archiwum, w którym przechowywano akta Izby Lordów oraz księgi protokołów z jej posiedzeń. W 1621 roku do jednego z pomieszczeń na pierwszym piętrze wbudowano ceglany strop, będący środkiem zapobiegawczym przed rozprzestrzenianiem się pożaru. W 1649 roku, z nieznanych powodów, wieża przeszła na krótko w posiadanie protokolanta Izby Gmin, by w 1660 roku powrócić znów pod zarząd Izby Lordów.
Stan techniczny obiektu wraz z upływem kolejnych dziesięcioleci stawał się coraz gorszy, przez co na początku XVIII wieku niemożliwe stało się swobodne korzystanie z archiwum na pierwszym piętrze. Z tego względu w latach 1717–1718 przeprowadzono gruntowny remont budowli. W murze wybito nowe okna. Wszystkie wnęki okienne zyskały ceglane parapety i obramowania wykonane z wapienia sprowadzonego z wyspy Portland. Wnętrze wyposażono natomiast w nowe regały służące przechowywaniu dokumentów. Remont umożliwił też przekształcenie w archiwum drugiego piętra. Jednym z architektów pracujących przy remoncie był Nicholas Hawksmoor.

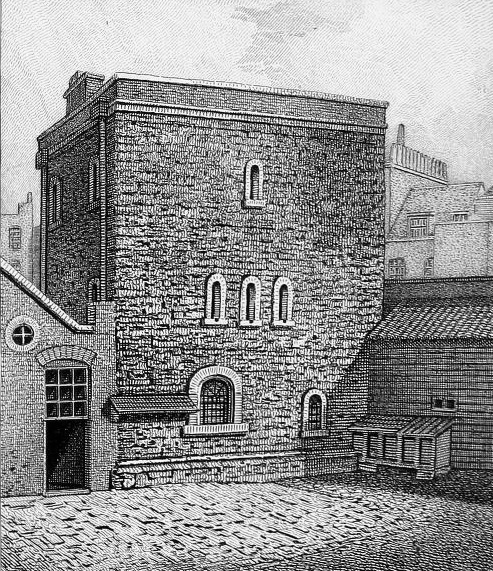
Przedstawiający wieżę rysunek z 1807 roku

Kolejne naprawy z powodu braku środków były stopniowo przeprowadzane na przestrzeni całego XVIII wieku. W 1726 roku wzniesiono ceglany mur odgradzający od siebie dwa pomieszczenia drugiego piętra, co było kolejnym środkiem przeciwpożarowym. W 1753 roku pierwsze piętro otrzymało z kolei kamienny strop. W 1834 roku, gdy wybuchł pożar Pałacu Westminsterskiego, wieża ocalała dzięki położeniu w nieznacznej izolacji względem reszty budowli. Przetrwały również wszystkie zgromadzone w niej akta Izby Lordów, podczas gdy dokumenty Izby Gmin, przechowywane w głównej części pałacu, uległy całkowitemu zniszczeniu. W 1864 roku, po odbudowaniu pałacu, wszystkie akta przechowywane w Jewel Tower zostały przeniesione do nowo powstałej Victoria Tower.
W 1869 roku wieża przeszła w posiadanie Komisji Handlu. Podczas gdy parter i pierwsze piętro służyły do przeprowadzania badań i testów, na drugim piętrze zorganizowano archiwum. Wraz z pogarszaniem się stanu budowli oraz wzrostem natężenia ruchu ulicznego w jej okolicy, dokonywanie pomiarów istotnych przy prowadzonych badaniach stało się niemożliwe. W latach 20. XX wieku większość aparatury została przeniesiona do Teddington pod Londynem, a w 1938 roku komisja zaprzestała użytkowania wieży.
W maju 1941 roku dach wieży został doszczętnie zniszczony przez bomby zapalające. W 1948 roku wieżę odremontowano, zaś w jej wnętrzu zorganizowano wystawę przedstawiającą przedmioty odnalezione podczas badań archeologicznych na obszarze Londynu. W latach 90. XX wieku dotychczasowe ekspozycje zostały zastąpione przez wystawę poświęconą instytucji Parlamentu. W 1987 roku wieża, wraz z całym Pałacem Westminsterskim, została wpisana na listę światowego dziedzictwa UNESCO. W 2013 roku ponownie przekształcono jej wnętrze. Od tego czasu funkcjonuje w niej muzeum poświęcone bezpośrednio jej historii i urzędom, które na przestrzeni kilku stuleci miały w niej swoje siedziby.

## Wygląd
Wieża została wzniesiona na planie litery „L”, ze skał wapiennych sprowadzonych z Kentu. Parapety i fragmenty stropów wykonano z cegieł. Każde piętro składa się z jednego dużego, prostokątnego pomieszczenia oraz małego pokoju umieszczonego w bocznej wieżyczce wychodzącej ku wschodowi. Parter ma sklepienie żebrowe, ozdobione ornamentami roślinnymi i zwierzęcymi.